# Кру, Чарли
Чарльз Кру (англ. Charles Crew; родился 15 июня 2006, Кардифф), более известный как Чарли Кру (англ. Charlie Crew) — валлийский футболист, опорный полузащитник клуба «Лидс Юнайтед», выступающий на правах аренды за «Донкастер Роверс», и сборной Уэльса.

## Клубная карьера
Кру — воспитанник «Кардифф Сити». В 2022 году он присоединился к академии клуба «Лидс Юнайтед», с которой в июле 2023 года подписал свой первый профессиональный контракт.
15 января 2025 года Чарли перешёл в клуб Лиги 2 «Донкастер Роверс» на правах аренды до конца сезона 2024/25, по итогам которого завоевал с командой выход в Лигу 1. 5 августа того же года «бродяги» вновь взяли Кру в аренду — до конца сезона сезона 2025/26.

## Карьера в сборной
Выступал за сборные Уэльса до 15, до 16, до 17, до 19 лет и до 21 года.
6 июня 2024 года дебютировал за главную сборную Уэльса, выйдя на замену в товарищеском матче против сборной Гибралтара.